# Skwala americana
Skwala americana är en bäcksländeart som först beskrevs av František Klapálek 1912.  Skwala americana ingår i släktet Skwala och familjen rovbäcksländor. Inga underarter finns listade i Catalogue of Life.